# Walter Stahr
August Leopold Walter Stahr (* 5. November 1882 in Berlin; † 19. März 1948 in Bad Saarow) war ein deutscher Generalmajor der Luftwaffe sowie von 1925 bis 1929 Leiter der geheimen Fliegerschule Lipezk.

## Leben
Walter Stahr wurde 1882 in Berlin als Sohn des Kammergerichtsrats Julius Gustav Theodor Stahr und dessen Ehefrau Anna Clara Lydia geb. Steil geboren. Am 24. November 1901 trat er als Fahnenjunker in das Feldartillerie-Regiment „von Podbielski“ (1. Niederschlesisches) Nr. 5 ein.
Während des Ersten Weltkriegs war er ab Ende Februar 1917 Kommandeur der Flieger (Kofl) der 7. Armee, später dann der 17. Armee. Letzteres Kommando behielt er über das Kriegsende hinaus bis 8. Januar 1919 inne. Er diente dann in der Reichswehr als Kommandeur der Flieger beim Armeeoberkommando Süd. Weiter als Kommandeur des Fliegerhorstes Brieg wurde er 1920 Referent im Reichswehrministerium. Auf eigenen Wunsch schied er am 31. Dezember 1922 unter gleichzeitiger Beförderung zum Major aus dem aktiven Dienst aus.
Als Major a. D. war er Leiter der geheimen Fliegerschule Lipezk (Schule Stahr) von Juni 1925 bis 1. Dezember 1929, an der mit der Roten Armee Flugzeuge erprobt und Flieger ausgebildet wurden, was nach dem Friedensvertrag von Versailles illegal war. In dieser Zeit machte er die Bekanntschaft mit dem späteren sowjetischen Marschall Tuchatschewski, der sich 1932 nach einem Treffen mit Reichspräsident Paul von Hindenburg in Bad Saarow aufhielt, dem Wohnort Stahrs. Major Max Mohr übernahm nach ihm den Posten. Stahr leistete dann vorbereitende Arbeiten für den Bau einer ähnlichen Test-Anlage in Deutschland und war bis 30. Juni 1934 militärischer Direktor des Deutschen Test-Instituts für Luftfahrt. Am 1. Juli 1934 wurde er für den aktiven Dienst reaktiviert und mit Sonderaufgaben des Reichsluftministeriums betraut. Am 1. Januar 1937 zum Generalmajor ernannt, wurde er am 28. Februar 1939 endgültig in den Ruhestand verabschiedet.
Am 15. Dezember 1920 heiratete Stahr in Wilmersdorf die Adlige Martha von Beaulieu-Marconnay (1894–1979), Hauptmannstochter und Schwester des Jagdfliegers Olivier von Beaulieu-Marconnay. Seine beiden Söhne Hasso und Klaus wurden ebenfalls Offiziere der Wehrmacht und fielen im April 1945. Bei Ende des Krieges wurde Stahr zweimal angeschossen, als er sich schützend vor Frauen stellte. Er wurde vorübergehend inhaftiert, doch aufgrund seiner Zusammenarbeit mit der Roten Armee (in Lipezk, 1925–1929) bald wieder entlassen.